# قوزلو السفلي (مهاباد)
قرية قوزلو السفلي (بالكردية: قۆزلووی خوارێ) هي إحدى القرى التابعة لـكاني بازار في ريف قسم خليفان من مقاطعة مهاباد، في محافظة أذربیجان الغربیة الإيرانية.

## السكان
حسب إحصاءات سنة 2006، بلغ إجمالي السكان في قوزلو السفلي 346 نسمة وعدد المساكن 49 مسكن. لغة سكان قوزلو السفلي هي اللغة الكردية و هم من أهل السنة والجماعة والمذهب الشافعي.